# 井元正流
井元 正流（いのもと まさる、1913年（大正2年）5月28日 - 2008年（平成20年）7月8日）は、昭和時代の政治家。医師。鹿児島県西之表市長。

## 経歴
西之表市出身。井元出千代・ヨ子の三男。1936年（昭和11年）東京医学専門学校卒業。
駿河台病院、立川飛行機病院に勤務。1943年（昭和18年）5月27日に応召され、近衛騎兵連隊附軍医となる。
1945年（昭和21年）9月6日をもって応召を終える。1946年（昭和21年）2月11日、西之表市に井元医院を開業。1951年（昭和26年）年4月23日から1955年（昭和30年）4月29日まで西之表町議会議員。1961年（昭和36年）12月23日から（昭和47年）1月12日まで西之表市教育委員会委員長。
1973年（昭和48年）4月2日から3期にわたり西之表市長を務め、1985年（昭和60年）3月に引退した。同年、勲四等瑞宝章受章。1990年（平成2年）12月31日限りで井元医院の院長を退く。1998年（平成10年）西之表市名誉市民。2008年（平成20年）7月8日死去、95歳。死没日をもって正八位から従五位に叙される。
ほか、日本ポルトガル協会理事、熊毛振興協議会会長、日本離島振興協議会副会長、種子島国際友好協会会長、熊毛文学会会長などを歴任した。

## 著作
- 他監修『目で見る種子島・屋久島の100年』郷土出版社、2004年。
- 『種子島人列伝』南方新社、2003年。
- 『種子島』春苑堂、1999年。
- 『種子島今むかし』八重岳書房、1994年。